# Лучший город Земли (песня)
«Лу́чший го́род Земли́» — известная песня советской эстрады в жанре популярной музыки, выпущенная в 1964 году.  Музыку для песни написал композитор  Арно Бабаджанян, слова – Леонид Дербенёв. Песня получила широкую известность в исполнении Муслима Магомаева.

## История
Первый исполнитель — Жан Татлян.
Песня «Лучший город земли» в исполнении Муслима Магомаева в течение месяца транслировалась по радио, но её внезапно запретили. Инициатором запрета был Никита Сергеевич Хрущёв: «Твист о Москве? Запретить!». Через несколько месяцев, в октябре 1964 года, Хрущёва отправили в отставку. По преданию, поэт Леонид Дербенёв как-то пришёл на радио и сказал: «Ну вот: Магомаев сделал всё, что мог. Хрущёва сняли. Будете теперь давать нашу песню в эфир?». Ответом стала «реабилитация» песни.
Группа «Браво» в 1994 году записала свою версию песни в дуэте с Муслимом Магомаевым для альбома Дорога в облака.
Во время празднования 866-летия Москвы в 2013 году лейтмотивом праздника стал шлягер Муслима Магомаева «Лучший город Земли».